# Orang Asli
Orang Asli (malaiisch orang: „Mensch“; asli: „original“ oder „ursprünglich“, also so viel wie ‚Ureinwohner‘) ist eine seit 1966 in Malaysia gebrauchte Sammelbezeichnung für verschiedene indigene Völker im Inneren der Malaiischen Halbinsel.
Sie bestehen aus mehreren Volksgruppen:
- den Semang oder Negritos, die meist als Jäger und Sammler leben,
- den Senoi, die im Hochland Reis und Hirse anbauen, und
- den Jakun (oder aboriginal Malays), die im Tiefland Ackerbau betreiben und als Waldsammler Handel treiben.[1]

Die Semang werden wie die Negritos der Philippinen und die Andamaner zu den Negritos gezählt, während die zumeist in Malaysia anzutreffenden Malaien Deutero-Malaien sind, nachgewandert aus Südostasien.
Den Orang Asli wird von der Regierung Malaysias zusammen mit den Malaien und den indigenen Volksgruppen Ostmalaysias (Borneo) der Bumiputra-Status zuerkannt, ein juristischer Status, der den einheimischen Volksgruppen soziale Vorteile gegenüber den eingewanderten Chinesen und Indern im multiethnischen Malaysia gewährt. 
Orang Asli ersetzt in Malaysia die ältere, abwertende Bezeichnung Sakai („Sklave“) für die indigene Bevölkerung der Malaiischen Halbinsel. Die kleine Gruppe der Semang, die im Süden Thailands lebt, wird von Thailändern gelegentlich ebenfalls Orang Asli genannt.
Die Sprachen der Orang Asli werden den austroasiatischen Sprachen zugerechnet. Die Orang Asli zogen sich vor den Nachwanderern zumeist in die höher gelegenen Hügel- und Bergregionen der Halbinsel zurück, leben oft halbnomadisch und in primitiven Verhältnissen. Im Taman Negara (Nationalpark), dem 4340 Quadratkilometer großen und seit 1938 bestehenden Gebiet in der Mitte der Malaiischen Halbinsel, dürfen sie ihrem traditionellen Leben weiterhin nachgehen. 

## Religionen
Ihre traditionellen ethnischen Religionen sind bei allen Orang Asli noch weit verbreitet. Sie werden durch Medizinmänner (Pawang, Saatih, Kemantan geheißen) vermittelt, die Geister zu Hilfe rufen und dabei ekstatische Zeremonien und schamanische Initiationsriten ausführen. Besonders bei den Sakai und Jakun (Schamanen = Hala und Poyang) kann man von Schamanismus sprechen, etwas weniger bei den Semang (Halaa). Die Riten unterscheiden sich in den Einzelheiten zwar erheblich, folgen aber einem gemeinsamen Grundmuster: Räucherung, Tanz, Musik und Trommeln sind Standardrituale. Beschwörung von Hilfsgeistern und Seelenreise sind allgemein üblich, ebenso Traumdeutung. Schamanen haben einen hohen Status, selbst im Tod. Zentral ist hier wie auch bei den indonesischen Regenwaldvölkern die Beschwörung des Tigergeistes, der den Schamanen – aber auch jeden Menschen, der sich darum bemüht – besessen macht (lupa).